# Harthausen (Bad Aibling)
Harthausen ist ein Stadtteil von Bad Aibling in Bayern. Es liegt im Osten der Stadt.

## Geschichte
Im Jahre 1141 wurde Harthausen erstmals in einem Brief erwähnt. In diesem Schreiben trug Waltmann der Ältere von Waldeck ein Gut dem Bernhard von Aigelswang als Lehen auf. Die erste urkundliche Erwähnung erfolgte 1331, als die Herren von Prant als Lehnsherren zu Harthausen genannt wurden. Später wurden sie von den bayerischen Herzögen abgelöst.
Ab 1553 erschien Harthausen als Hauptmannschaft im Aiblinger Landgericht, bevor es Teil der Landgemeinde Mietraching wurde. Mit dieser wurde es 1978 im Zuge der Gemeindegebietsreform nach Bad Aibling eingemeindet, als es bereits längst mit der Stadt zusammengewachsen war.

## Einwohnerentwicklung
2004: 793

## Wirtschaft und Struktur
Harthausen ist größtenteils ein Wohngebiet. Darüber hinaus gibt es dort größere Kliniken, Kur- und Rehabilitationseinrichtungen, Hotels, Freizeiteinrichtungen und landwirtschaftliche Betriebe.
Koordinaten: 47° 52′ N, 12° 2′ O